# Передєлкіно
Передє́лкіно (рос. Переделкино) — дачне поселення в Ленінському районі, Московська область, Росія.
Розташовано на межі з Москвою поруч залізничних платформ Передєлкіно та Мічурінець київського напрямку Московської залізниці.

## Історія
Історія Передєлкіно сягає 17 століття, коли тут розташовувалося село Передєльці, яким у різний час володіли Леонтьєви, Долгорукі, Самаріни. З прокладенням залізниці тут, на 18-ому кілометрі створюється платформа, біля якої виникають дачі.

## Видатні жителі
- Борис Пастернак
- Всеволод Іванов
- Олександр Довженко